# International University Audentes
Die International University Audentes (IUA; estnisch Rahvusvaheline Ülikool Audentes) mit Sitz in Tallinn war eine Privatuniversität in Estland. Sie bot ihre Fächer in den Unterrichtssprachen  Englisch, Estnisch und Russisch an.
Die Universität entstand 2003 aus der Fusion zweier Vorläuferinstitutionen, der Audentes University (gegr. 1995) und der Concordia International University (gegr. 1992). Vorübergehend wurden die estnisch- und russischsprachigen Studiengänge unter dem Namen Audentes University, die englischsprachigen unter dem Namen International University Concordia Audentes vermarktet. Der neue Name wurde seit 2006 für alle Studiengänge verwendet.
Die Universität war in drei Schulen gegliedert, die Business School, die Law School und die School of Social Sciences and Humanities.
Alle Studiengänge entsprechen den internationalen Erfordernissen gemäß der Vereinbarungen von Bologna. Seit dem akademischen Jahr 1999/2000 war die Universität Teil des Erasmus-Programmes, welches den Austausch von Lehrkräften und Studenten mit anderen Universitäten erleichtert. Sie hatte bilaterale Vereinbarungen mit 44 europäischen Universitäten unterzeichnet.
2008 ging die Universität in der Technischen Universität Tallinn auf und bildete dort eine eigenständige Einheit in der Wirtschaftsfakultät.